# Playa Pascual
Playa Pascual, es una urbanización o ciudad uruguaya de Ciudad del Plata en el departamento de San José en la costa del Río de la Plata.

## Ubicación
El barrio se encuentra situado en la zona oeste de la ciudad, sobre las costas del Río de la Plata, a la altura del km 32 de la ruta 1.

## Características
Hasta el año 2007, Playa Pascual era un fraccionamiento independiente. Desde entonces pasó a formar parte de la Ciudad del Plata por ley 18.052, del 25 de octubre de 2006.
Es un importante centro turístico maragato, dada su cercanía a la capital nacional y su respectivo englobamiento en el área metropolitana de la misma. Playa Pascual se caracteriza por su llanura costera y por sus serenas playas sobre la costa del Río de la Plata. Además de disponer de campamentos, cabañas y zonas de pesca, el balneario cuenta con amplios centros comerciales y buenos sistemas de comunicación.
En cuanto a los centros de enseñanza, Playa Pascual cuenta con dos escuelas primarias (Nro. 101 y Nro. 118), esta última es de tiempo completo debido al gran crecimiento de población que ha tenido el barrio en los últimos años. También cuenta con un centro de educación secundaria con acceso a dos orientaciones de bachillerato (biológico-medicina y humanístico-derecho).

## Historia
El origen de Playa Pascual data de la década de 1950. Su nombre proviene de la familia dueña de los campos que hoy día conforman el barrio. Con el paso de los años esos terrenos se fueron fraccionando, dando lugar a la llegada de nuevos habitantes.

## Demografía
Según el censo del año 2011, el barrio contaba con una población de 6870 habitantes.
| 380           | 2283 | 2797 | 4584 | 5653 | 6870 |
| (Fuente: INE) |      |      |      |      |      |